# Ibn Hibban
Muhammad ibn Hibban al-Busti (en arabe : محمد ابن حبان البستی ; vers 270-354 / 884-965) était un érudit arabe musulman Sunnite Shafi'ite, Muhaddith, historien et auteur d'ouvrages bien connus, « Cheikh de Khorasan ».

## Biographie
Ibn Hibban est né en 270 AH (884 CE) à Bust ou Bost dans le sud de l'Afghanistan (l'ancien nom de la capitale de la province d'Helmand était Bost ou Bust, son nouveau nom est Lashkargah). Il a étudié les sciences islamiques avec de nombreux scientifiques éminents de l'époque, tels que al-Nasa'i, al-Hasan ibn Sufyan, Abu al-Ya'la al-Mosuli, al-Husayn ibn Idris al-Harawi, Abu al-Khalifa al -Jamhi, Imran ibn Musa ibn Madzhashi', Ahmad ibn al-Hasan al-Sufi, Ja'far ibn Ahmad al-Dimashqi, Abu Bakr ibn Khuzaymah etc. Ses étudiants comprenaient Muhammad ibn Manda, Abū 'Abd-'Allāh al-Hakim et d'autres. Ibn Hibban Qadi par intérim à Samarqand, versé dans le fiqh, les hadiths et les sciences de l'astronomie, de la médecine et de nombreuses autres disciplines.
Ibn Fayçal est mort à Bust un vendredi soir, huit jours avant la fin du mois de Shawwal en 354 AH. Il a été enterré dans sa ville natale Bost ou Bust (actuellement Lashkargah ) dans le sud de l'Afghanistan actuel.

## Théologie
De retour au Sijistan, après avoir étudié à Nishapur avec Ibn Khuzaymah, Ibn Hibban s'est heurté à l'opposition de certains Hanbalis car il enseignait que Dieu n'a pas de limites, rejetant leur croyance anthropomorphique en al-Hadd lillah (limites pour Allah). De plus, ces locaux Hanbalis l'a accusé de Zandaqa (hérésie) pour sa déclaration al-Nubuwwa 'ilmun wa' amal (prophétie se compose d'une connaissance et d' action). Pour cette raison, il partit pour Samarkand, où il devint juge.
L'un de ses ennemis, al-Sulaymani (mort en 404/1014) affirma qu'Ibn Hibban devait sa nomination au vizir samanide Abu al-Tayyib al-Mu'sabi pour lequel il écrivit une réfutation des Karmatis.
Selon ses propres mots, chaque fois qu'il se trouvait à Mashhad pendant la détresse, il rendait visite au sanctuaire Imam Reza et demandait un soulagement qui viendrait toujours, « maintes fois ».

## Travaux
Khatib al-Baghdadi lui a recommandé (de lire) 40 livres pour étude. La plupart de ses œuvres ont cependant péri même s'il s'est efforcé de les conserver en quittant sa maison et sa bibliothèque à Nishapur en tant que Waqf pour la transmission de ses livres. Son Tarikh al-Thikat, une œuvre d'Ilm al-Rijal, a été utilisé par des critiques de hadiths tels que al-Dhahabi, Ibn Hajar al-Asqalani etc.
Au total, Ibn Hibban a écrit près de 60 livres sur différents sujets de la science islamique, mais son chef-d'œuvre est Sahih Ibn Hibban (intitulé à l'origine : Al-Musnad al-Sahih ala al-Takasim wa al-Anwa). Certains d'entre eux sont énumérés ci-dessous :
- Kitab al Sahaba (cinq volumes)
- itab al Tabi`yyun (douze volumes)
- Kitab al-Atba` al Tabi`yeen (quinze volumes)
- Kitab Taba al-Atba` (dix-sept volumes)
- Kitab Taba` al Taba` (vingt volumes)
- Kitab `ala al Awham (dix volumes)
- Kitab al Rihla (deux volumes)
- Kitab al Fasl Bayna Akhbarna wa Haddathana
- Tarikh al-Thiqat,
- Ilal wa Awham al-Mu'arrikhin
- Ilal Manaqib al-Zuhri (vingt volumes)
- Ilal Hadith Malik (dix volumes)
- Ilal ma Asnada Abu Hanifah (dix volumes)
- Ghara'ib al-Kufiyeen (dix volumes)
- Ghara'ib ahl al-Basrah (huit volumes)
- Mawquf ma Rufi`a (dix volumes)
- Al-Mu`jam `ala al-Mudun (dix volumes)
- Al-Hidayah ila al-`Ilm al-Sunan [5]